# Ana och Ano
Ana och Ano är en svensk barn-TV-serie som visades i SVT 1998.

## Handling
Ana och Ano är två hemlösa råttor som ger sig ut på äventyr för att hitta ett hem.